# Berthoutinstituut Klein Seminarie Mechelen
Het Berthoutinstituut - Klein Seminarie (kortweg BimSem) is een katholieke lagere en middelbare school met internaat in Mechelen. Het internaat is een van de grootste van Vlaanderen.

## Geschiedenis
BimSem ontstond in 1988 na de samensmelting van drie Mechelse aartsbisschoppelijke instellingen met name de Katholieke Normaalschool Mechelen (KNM) en de Vrije Middelbare School (VMSM) - die samen het Berthoutinstituut vormden - en het Klein Seminarie. Het Klein Seminarie werd in 1830 gesticht door Franciscus de Méan, de aartsbisschop van Mechelen. De VMSM (1957) is ontstaan in de schoot van de KNM (1879).
Op het terrein staat het stadspaleis Hof van Coloma, dat dateert uit de achttiende eeuw. Van het Hof van Hoogstraten (zestiende-eeuws), gebouwd door Antoon I van Lalaing rest de huistoren en er ligt een deel van een Romeinse heirweg. Matthias Hovius, aartsbisschop van het bisdom Mechelen schuilde in het hof van Hoogstraten tijdens de Engelse Furie.

## Oud-leerlingen
- Karel Frans Stallaert (°1820), filoloog en literator
- Edmond Dumont (°1828), 97-ste bisschop van het bisdom Doornik
- François-Xavier De Beukelaer (°1838), uitvinder van Elixir d'Anvers
- Jan Hammenecker (schrijver) (°1878), schrijver
- Jozef Cardijn (°1882), Belgisch kardinaal en aartsbisschop
- Jules Van Nuffel (°1883), monseigneur en muziekpedagoog
- Jos Chabert (°1933), politicus
- Bruno De Wever (°1960), historicus
- Damiaan Denys (°1965), filosoof en psychiater
- Bert Kruismans (°1966), radio-presentator, standupper, winnaar De Slimste Mens ter Wereld in 2005 en 2011
- Inge Vervotte (°1977), politica
- Marvin Ogunjimi (°1987), voetballer
- Gilles De Coster (°1980), radio- en tv-presentator, winnaar De Slimste Mens ter Wereld in 2013
- Hans Van Nuffel (°1981), filmregisseur
- Yoni Buyens (°1988), voetballer
- Steven Defour (°1988), voetballer
- Elias Cobbaut (°1997), voetballer
- Jordi Vanlerberghe (°1996), voetballer